# Radvd
radvd (Router Advertisement Daemon, démon d'annonce de routeurs) est un logiciel open source qui implémente les annonces lien-local des adresses de routeurs IPv6 et des préfixes de réseau IPv6 au moyen du protocole Neighbor Discovery Protocol (NDP) conformément à la RFC 2461. Le démon d'annonce de routeurs est utilisé par les administrateurs système dans le cadre de l'auto-configuration sans état des hôtes des réseaux Internet Protocol version 6.
Quand les hôtes IPv6 configurent leurs interfaces réseau, ils diffusent des requêtes router sollicitation (RS) sur le réseau afin de découvrir les routeurs disponibles. Le logiciel radvd répond à ces requêtes avec des messages router advertisement (RA). De plus, radvd diffuse à intervalles réguliers des messages RA sur le lien connecté pour mettre à jour les hôtes. Les messages d'annonce de routeur contiennent le préfixe réseau utilisé sur le lien, la capacité du lien (maximum transmission unit, MTU), ainsi que l'adresse des routeurs par défaut à utiliser.
radvd prend également en charge les options recursive DNS server (RDNSS) et DNS search list (DNSSL) de NDP publiées dans la RFC 6106.
Le démon implémentant radvd s'appelle rtadvd sur OpenBSD.

## Voir également
- Neighbor Discovery Protocol (NDP)
- Dynamic Host Configuration Protocol (DHCP)
- Domain Name System (DNS)